# Cung Le
Cung Lê (Saigon, 25 maggio 1972) è un attore, artista marziale e artista marziale misto vietnamita naturalizzato statunitense.
Nelle MMA è stato campione dei pesi medi in Strikeforce, e a fine carriera ha combattuto quattro incontri nella prestigiosa UFC vincendone la metà; è noto per la sua tecnica tanto spettacolare quanto efficace nei calci.
È stato campione mondiale imbattuto dei pesi mediomassimi IKF di sanda.
È un attore specializzato nei film di arti marziali, ed ha preso parte al cast di film di rilievo internazionale come Tekken.

## Infanzia
Cung Le nasce il 25 maggio 1972 a Saigon tre giorni prima della caduta della città stessa, riuscendo a scappare in elicottero con la madre e ad emigrare negli Stati Uniti.
Cresce a San Jose e il bullismo locale di carattere razzista lo porta ad interessarsi alle tecniche di autodifesa ed in generale alle arti marziali.
Inizia all'età di otto anni con il taekwondo e a sedici anni pratica lotta libera a scuola, diventando anche un all-american e vincendo il campionato dei college californiani.

## Carriera nel sanda
Cung Le è un campione mondiale imbattuto nel sanda: vanta ben tre campionati mondiali US Open (1994, 1995 e 1996), un torneo Shidokan (1998) e quattro campionati nazionali statunitensi.
È stato per tre volte capitano della nazionale statunitense di sanda al World Wushu Championships.
È divenuto campione mondiale dei pesi mediomassimi IKF nel 2001 sconfiggendo Shonie Carter ai punti.
Ha combattuto anche tre gare di K-1, vincendole tutte.
Ha un record da professionista di 17-0.

## Carriera nelle arti marziali miste

### Strikeforce
Cung Le diviene professionista di arti marziali miste nel 2006 all'età di 33 anni, età nella quale molti altri lottatori sono già sulla strada del ritiro.
Grazie al suo ottimo background di campione delle arti marziali può subito entrare in un'organizzazione di prestigio come Strikeforce.
Qui dimostra subito di essere all'altezza e mette KO un avversario dopo l'altro: dopo due anni e un record di 5-0 può quindi affrontare il campione in carica, ovvero "The Legend" Frank Shamrock, lottatore che ha fatto la storia delle MMA.
Le fa vedere ancora una volta la sua ottima tecnica di calci e al terzo round rompe un braccio a Shamrock che è costretto alla resa: Le viene quindi incoronato campione dei pesi medi Strikeforce.
Sei mesi dopo Le lascia vacante la cintura di campione in quanto è impegnato sul set come attore e non può eventualmente difenderla.
Torna a lottare nel dicembre 2009 e qui subisce la sua prima sconfitta per mano di Scott Smith, sconfitta subito vendicata nel 2010 con la vittoria nel rematch grazie ad uno spettacolare calcio rotante.

### Ultimate Fighting Championship
Le espresse il suo desiderio di combattere nell'UFC come meta finale del suo percorso nelle arti marziali.
Esordì il 19 novembre 2011 contro Wanderlei Silva nell'evento UFC 139: Shogun vs. Henderson e perse per KO tecnico, anche se molti giudicarono la decisione dell'arbitro troppo affrettata e diversi colpi della leggenda brasiliana colpirono la nuca di Le in modo irregolare.
Nel 2012 avrebbe dovuto affrontare l'ex campione Rich Franklin, ma quest'ultimo finì per sostituire l'infortunato Vítor Belfort in UFC 147 e di conseguenza come avversario di Le venne scelto Patrick Côté, un ex contendente al titolo di ritorno in UFC da un "esilio" nelle promozioni minori durato per più di un anno: per la prima volta in carriera Le termina un incontro ai punti, vincendolo per decisione unanime dei giudici di gara, i quali assegnano tutti e tre i round a Le.
Sul finire del 2012 Cung Le è la star della prima serata UFC in Macao con l'evento UFC on Fuel TV: Franklin vs. Le che segna il primo passo della promozione statunitense nel mercato cinese: con un piede infortunato in partenza Le combatte e vince quello che fino ad allora era l'incontro più importante della sua carriera, stendendo in modo spettacolare l'ex campione UFC di categoria Rich Franklin con un gancio destro in poco più di due minuti, ottenendo anche il premio come migliore KO della serata.
Nel novembre 2013 venne scelto come mentore della prima stagione cinese del reality show The Ultimate Fighter, stagione iniziata in dicembre e conclusa nel marzo 2014.
Nel 2014 affronta il top fighter britannico Michael Bisping venendo sconfitto per KO tecnico.
In seguito all'evento Le venne trovato positivo ad un livello eccessivo di somatotropina e venne sospeso per un anno; in dicembre Cung Le chiese la rescissione del proprio contratto all'UFC e nel gennaio del 2015 annunciò il proprio ritiro dallo sport non prima di aver preso parte ad un'azione collettiva proprio contro l'UFC, accusata di aver violato lo Sherman Act.

## Risultati nelle arti marziali miste
| Risultato | Record | Avversario      | Metodo                           | Evento                                        | Data             | Round | Tempo | Città                  | Note                                                            |
| --------- | ------ | --------------- | -------------------------------- | --------------------------------------------- | ---------------- | ----- | ----- | ---------------------- | --------------------------------------------------------------- |
| Sconfitta | 9-3    | Michael Bisping | KO Tecnico (pugni e ginocchiate) | UFC Fight Night: Bisping vs. Le               | 23 agosto 2014   | 4     | 0:57  | Cotai, Macao           |                                                                 |
| Vittoria  | 9-2    | Rich Franklin   | KO (pugno)                       | UFC on Fuel TV: Franklin vs. Le               | 10 novembre 2012 | 1     | 2:17  | Cotai, Macao           |                                                                 |
| Vittoria  | 8-2    | Patrick Côté    | Decisione (unanime)              | UFC 148: Silva vs. Sonnen II                  | 7 luglio 2012    | 3     | 5:00  | Las Vegas, Stati Uniti |                                                                 |
| Sconfitta | 7–2    | Wanderlei Silva | KO Tecnico (ginocchiate e pugni) | UFC 139: Shogun vs. Henderson                 | 19 novembre 2011 | 2     | 4:49  | San Jose, Stati Uniti  | Debutto in UFC                                                  |
| Vittoria  | 7–1    | Scott Smith     | KO (calcio girato)               | Strikeforce: Fedor vs. Werdum                 | 26 giugno 2010   | 2     | 1:46  | San Jose, Stati Uniti  |                                                                 |
| Sconfitta | 6–1    | Scott Smith     | KO (pugni)                       | Strikeforce: Evolution                        | 19 dicembre 2009 | 3     | 3:25  | San Jose, Stati Uniti  |                                                                 |
| Vittoria  | 6–0    | Frank Shamrock  | KO Tecnico (braccio rotto)       | Strikeforce: Shamrock vs. Le                  | 29 marzo 2008    | 3     | 5:00  | San Jose, Stati Uniti  | Vince il titolo dei Pesi Medi Strikeforce, poi lasciato vacante |
| Vittoria  | 5–0    | Sammy Morgan    | KO (calcio al corpo)             | Strikeforce: Four Men Enter, One Man Survives | 16 novembre 2007 | 3     | 1:58  | San Jose, Stati Uniti  |                                                                 |
| Vittoria  | 4–0    | Tony Fryklund   | KO Tecnico (colpi)               | Strikeforce: Shamrock vs. Baroni              | 22 giugno 2007   | 3     | 0:25  | San Jose, Stati Uniti  |                                                                 |
| Vittoria  | 3–0    | Jason Von Flue  | KO Tecnico (ferita)              | Strikeforce: Triple Threat                    | 8 dicembre 2006  | 1     | 0:43  | San Jose, Stati Uniti  |                                                                 |
| Vittoria  | 2–0    | Brian Warren    | KO (pugni)                       | Strikeforce: Revenge                          | 6 giugno 2006    | 1     | 4:19  | San Jose, Stati Uniti  |                                                                 |
| Vittoria  | 1–0    | Mike Altman     | KO (pugno)                       | Strikeforce: Shamrock vs. Gracie              | 10 marzo 2006    | 1     | 3:51  | San Jose, Stati Uniti  |                                                                 |

## Risultati nel sanda - Sanshou
| Risultato | Record | Avversario           | Metodo                         | Evento                                    | Data              | Round | Tempo | Città                               | Note                                                            |
| --------- | ------ | -------------------- | ------------------------------ | ----------------------------------------- | ----------------- | ----- | ----- | ----------------------------------- | --------------------------------------------------------------- |
| Vittoria  | 17–0   | Brian Ebersole       | Decisione (Unanime)            | Strikeforce                               | 4 Giugno 2005     | 5     | N/D   | San Jose, California, Stati Uniti   |                                                                 |
| Vittoria  | 16–0   | Brian Warren         | Decisione (Unanime)            | K-1 World Grand Prix 2004 in Las Vegas I  | 30 Aprile 2004    | 4     | 2:00  | Las Vegas, Nevada, Stati Uniti      |                                                                 |
| Vittoria  | 15–0   | Phil Petit           | Decisione (Unanime)            | K-1 World Grand Prix 2003 in Las Vegas II | 15 Agosto 2003    | 4     | 2:00  | Las Vegas, Nevada, Stati Uniti      |                                                                 |
| Vittoria  | 14–0   | Scott Sheely         | KO Tecnico                     | K-1 World Grand Prix 2003 in Las Vegas    | 2 Maggio 2003     | 2     | 1:13  | Las Vegas, Nevada, Stati Uniti      |                                                                 |
| Vittoria  | 13–0   | Shonie Carter        | Decisione (Unanime)            | Strikeforce                               | 15 Dicembre 2001  | 5     | N/D   | San Jose, California, Stati Uniti   | Vinto Titolo IKF World Light Heavyweight Sanshou Championship   |
| Vittoria  | 12–0   | Jeff Thornhill       | KO (Pugno)                     | Strikeforce                               | 15 Settembre 2000 | 3     | N/D   | San Jose, California, Stati Uniti   | Vinto Titolo ISKA North American Light Heavyweight Championship |
| Vittoria  | 11–0   | Mohammed Lamin Keita | Decisione (unanime)            | K-1 USA Championships 2000                | 5 Agosto 2000     | 5     | 3:00  | Las Vegas, Nevada, Stati Uniti      | Titolo ISKA Light Heavyweight Sanshou Championship              |
| Vittoria  | 10–0   | Mike Altman          | KO (Doppio calcio rotante)     | Strikeforce                               | 13 Maggio 2000    | 3     | 0:30  | San Jose, California, Stati Uniti   | difeso Titolo ISKA Light Cruiserweight Sanshou Championship     |
| Vittoria  | 9–0    | Na Shun Gerile       | KO Tecnico (calcio a forbice)  | Art of War: China vs. USA                 | 1999              | 3     | N/D   | Honolulu, Hawaii, Stati Uniti       |                                                                 |
| Vittoria  | 8–0    | Scott Sheely         | KO Tecnico (rottura mandibola) | Strikeforce                               | 15 Maggio 1999    | 2     | 0:59  | San Jose, California, Stati Uniti   | Vinto Titolo ISKA Light Cruiserweight Sanshou Championship      |
| Vittoria  | 7–0    | Dan Garett           | KO (Calcio al corpo)           | Strikeforce                               | 10 Ottobre 1998   | 3     | 0:20  | San Jose, California, Stati Uniti   | Vinto Titolo ISKA Light Cruiserweight Sanshou Championship      |
| Vittoria  | 6–0    | Arne Soldwedel       | KO ( gancio destro)            | 1998 Finale Shidokan Cup                  | 29 Agosto 1998    | 7     | N/D   | Chicago, Illinois, Stati Uniti      | Vinto Titolo 1998 Shidokan Cup                                  |
| Vittoria  | 5–0    | Mohammed Lamin Keita | Sottomissione (Leva piede)     | 1998 Shidokan Cup                         | 29 Agosto 1998    | 5     | N/D   | Chicago, Illinois, Stati Uniti      | semifinale 1998 Shidokan Cup                                    |
| Vittoria  | 4–0    | Ben Harris           | KO (calcio rotante)            | 1998 Shidokan Cup                         | 29 Agosto 1998    | 2     | N/D   | Chicago, Illinois, Stati Uniti      | quarti di finale 1998 Shidokan Cup                              |
| Vittoria  | 3–0    | Minaru Taro          | Decisione (unanime)            | World Wide Draka Federation               | 24 Maggio 1998    | 1     | N/D   | Los Angeles,California, Stati Uniti | semifinale World Wide Draka Federation                          |
| Vittoria  | 2–0    | Gagik Isrelyan       | Decisione (unanime)            | World Wide Draka Federation               | 24 Maggio 1998    | 5     | N/D   | Los Angeles,California, Stati Uniti | quarti di finale World Wide Draka Federation                    |
| Vittoria  | 1–0    | Jason Yee            | Decisione (unanime)            | 1997 Kung Fu Championships                | 31 Agosto 1997    | 5     | N/D   | Orlando,Florida, Stati Uniti        |                                                                 |

## Filmografia

### Attore

#### Cinema
- Sleight of Hand, regia di Max Yoffe (1997)
- Kwoon, regia di Todd Roy (2004)
- Blizhniy Boy: The Ultimate Fighter, regia di Erken Ialgashev (2007)
- Dark Warrior, regia di Jason Yee (2007)
- Fighting, regia di Dito Montiel (2009)
- Pandorum - L'universo parallelo (Pandorum), regia di Christian Alvart (2009)
- Bodyguards and Assassins, regia di Teddy Chan (2009)
- Tekken, regia di Dwight H. Little (2010) – Marshall Law
- True Legend, regia di Yuen Wo Ping (2010)
- Gli occhi del dragone (Dragon Eyes), regia di John Hyams (2012)
- L'uomo con i pugni di ferro (The Man with the Iron Fists), regia di RZA (2012)
- The Grandmaster, regia di Wong Kar-wai (2013)
- A Certain Justice, regia di Giorgio Serafini (2014)
- Security, regia di Alain DesRochers (2017)

#### Televisione
- Walker Texas Ranger - serie TV, episodio 9x18 (2001)
- NCIS: Los Angeles - serie TV, episodio 1x19 (2010)
- Jean-Claude Van Damme: Behind Closed Doors - serie TV, episodio 1x05 (2011)

### Altri ruoli
- Dragon Eyes (2012) - Coordinatore lotta, Coreografo lotta